# HYBRID FUNK
『HYBRID FUNK』（ハイブリッド・ファンク）は、ENDRECHERI名義の1枚目のオリジナル・アルバムとして発売した堂本剛の通算10枚目 のオリジナル・アルバム。2018年5月2日にRAINBOW☆ENDLI9より発売された。

## 解説
- 堂本剛が、アーティスト名を『ENDRECHERI』（エンドリケリー）と称し初めて発売されたアルバムであり、堂本剛のソロアルバムとしては、2016年発売のミニ・アルバム『Grateful Rebirth』以来、約1年11ヶ月振りの発売となった。
- ソロデビューから15周年である2017年5月29日の午後5時9分より、自分が表現してきたことを全部ここに融合させていくプロジェクトとして『ENDRECHERI』が始動したが、不幸にもその直後に突発性難聴を患い、アルバムリリースは翌年の2018年となった。
- 本作では、ネオ・ソウルなリード曲『HYBRID FUNK』他、80年代を彷彿させる『YOUR MOTHER SHIP』『HYBRID ALIEN』などを収録している。また、『HYBRID ALIEN』では、山下達郎からの「FUNKギターなら参加するよ」というオファーにより、山下がギタリストとして参加した。[6]
- 初回限定盤A（Limited Edition A）には、『逝くの?!』を加えた12曲を収録しており、付属のDVDには『HYBRID FUNK』のMusic ClipとMakingを収録している。
- 初回限定盤B（Limited Edition B）には、『Tonight』を加えた12曲を収録しており、付属のDVDには『HYBRID ALIEN』のMusic ClipとMakingを収録している。更に、投げ込みポスターの『HYBRID ALIEN 家族写真』を封入している。
- 通常盤（Original Edition）には、『おめでTU』『セパレイトしたブレイン』『シンジルとウラギル』の3曲を加えた14曲を収録している。
- ジャケットでは、本人がロングヘアーからショートヘアーへと移り変わり、数々のヘアアレンジしている。
- 2020年6月17日より、Complete Edition(全16曲)のダウンロードおよびストリーミング配信が開始された。[7]

## チャート成績
2018年5月14日付のオリコンチャートで、初週7.7万枚を売り上げ、初登場1位を獲得した。ソロプロジェクト作品のアルバム1位は、2012年発売の『shamanippon -ラカチノトヒ-』から6作連続・通算9作目の首位を記録した。また、2016年発売のミニ・アルバム『Grateful Rebirth』以来、1年11ヶ月振りの首位を記録した

## 収録曲
全作詞・作曲：堂本剛

### Limited Edition A（初回限定盤A）

#### CD
1. END RE CHERI
（編曲：上田健司）
2006年発売のENDLICHERI☆ENDLICHERI名義のアルバム『Coward』に収録された『ENDLICHERI☆ENDLICHERI』をリアレンジしたインスト曲。
2. HYBRID FUNK
（編曲：十川ともじ）
本作のリード曲であり、Music Clipも制作され、初回盤Aの付属DVDに収録されている。
剛のソロとしては珍しいラップを取り入れた強いメッセージを感じるネオ・ソウル。
3. MusiClimber
（編曲：十川ともじ）
剛曰く「人生やライヴにおいて、色々な音符、世の中でいろいろ飛んでいる音を、一つ一つ掴んでどんどん上に登って行け」というテーマの曲。
4. 去な 宇宙（いなスペース）
（編曲：十川ともじ）
わらべ歌のような素朴で懐かしいニュアンスと、パワフルなファンクがハイブリッドした新感覚な楽曲。
5. YOUR MOTHER SHIP
（編曲：竹内朋康、Gakushi）
アナーキーでクレイジーなギターアレンジが轟き、緩急、明暗、アップダウンといった異質な要素が次々に混ざり合った、80年代を彷彿とさせるファンク。
6. SANKAFUNK
（編曲：SWING-O）
プロジェクトのキャラクターであるSankakuを想って作られた曲。
7. HYBRID ALIEN
（編曲：上田健司）
山下達郎からの「FUNKギターなら参加するよ」というオファーにより、山下がギタリストとして参加している。
『HYBRID FUNK』と共に、Music Clipが制作され、初回盤Bの付属DVDに収録されている。
8. 逝くの?!（初回盤Aのみ）
（編曲：SWING-O）
「ねぇ逝くの?! ほんとに逝くの?! アソコへ逝くの?!」と意味深な詩を歌うファンク。
9. 背に生えたクリスタル
（編曲：十川ともじ）
プロジェクトのキャラクターであるSankakuが歌った曲。
「E N D R E C H E R I」と歌うメロウなビートが心地よい楽曲。
10. Crystal Light
（編曲：十川ともじ）
「抱き合って愛し合って一つに溶け合っていく」というテーマで書いた曲
11. 舌（ベロ）VENOM
（編曲：Gakushi）

#### DVD
1. HYBRID FUNK  Music Clip
2. HYBRID FUNK  Making

### Limited Edition B（初回限定盤B）
1. END RE CHERI
2. HYBRID FUNK
3. MusiClimber
4. 去な 宇宙
5. YOUR MOTHER SHIP
6. SANKAFUNK
7. HYBRID ALIEN
8. 背に生えたクリスタル
9. Crystal Light
10. 舌VENOM
11. Ancient fish
12. Tonight (Bonus Track)
（編曲：SWING-O）

#### DVD
1. HYBRID ALIEN  Music Clip
2. HYBRID ALIEN  Making

### Original Edition（通常盤）
1. END RE CHERI
2. HYBRID FUNK
3. MusiClimber
4. 去な 宇宙
5. YOUR MOTHER SHIP
6. SANKAFUNK
7. HYBRID ALIEN
8. おめでTU (Bonus Tracks)
（編曲：SWING-O）
9. Crystal Light
10. セパレイトしたブレイン (Bonus Tracks)
（編曲：佐々木潤）
11. 背に生えたクリスタル
12. 舌VENOM
13. Ancient fish
14. シンジルとウラギル (Bonus Tracks)
（編曲：佐々木潤）